# Timonius timon
Timonius timon är en måreväxtart som först beskrevs av Spreng., och fick sitt nu gällande namn av Elmer Drew Merrill. Timonius timon ingår i släktet Timonius och familjen måreväxter.

## Underarter
Arten delas in i följande underarter:
- T. t. buloloensis
- T. t. grandiflorus
- T. t. reticulatus
- T. t. timon
- T. t. whiteanus